# 朱尼奥·费德雷吉尼
朱尼奥·费德雷吉尼（義大利語：Giunio Fedreghini，1861年—1948年），意大利前男子击剑运动员。他曾代表意大利参加1900年夏季奥林匹克运动会击剑比赛男子个人重剑、男子个人花剑和男子个人佩剑三个项目。